# Kwon Eun-bi
Đây là một tên người Triều Tiên, họ là Kwon.
Kwon Eun-bi (Hangul: 권은비, Hanja: 權恩妃, Hán-Việt: Quyền Ân Phi, sinh ngày 27 tháng 9 năm 1995) là một nữ ca sĩ thần tượng người Hàn Quốc. Cô ra mắt công chúng vào năm 2014 với tư cách là thành viên của nhóm nhạc Ye-A dưới trướng của Shinhoo Entertainment với nghệ danh Ka.Zoo, nhưng nhóm đã tan rã vào năm 2015. Năm 2018, cô tham gia chương trình truyền hình thực tế sống còn Produce 48 và trở thành thành viên của nhóm nhạc nữ IZ*ONE do công ty giải trí Off The Record Entertainment quản lý. Sau khi nhóm tan rã vào năm 2021, cô bắt đầu sự nghiệp solo.

## Tiểu sử
Kwon Eun-bi sinh ngày 27 tháng 9 năm 1995 tại Goyang, Gyeonggi, Hàn Quốc và lớn lên tại Seoul, Hàn Quốc.

Khi còn nhỏ Kwon Eun-bi mong muốn trở thành một giáo viên mầm non. Tuy nhiên vào lớp 8, cô đã có một ước mơ khác đó là trở thành một ca sĩ thần tượng. Vì muốn tham gia con đường âm nhạc nên cô đã xin phép mẹ mình học tại một trung tâm dạy nhảy nhưng bị mẹ từ chối vì bà không muốn con gái mình theo con đường khó khăn này. Sau đó, cô đã được bà chấp nhận với điều kiện là chỉ học như một sở thích và chỉ học vào cuối tuần. Tuy nhiên niềm đam mê âm nhạc của cô ngày một mạnh mẽ nên cô mong muốn theo học tại Trường Trung học Biểu diễn Nghệ thuật Seoul (SOPA) nên đã bày tỏ với bố mẹ mình và bị phản đối một lần nữa. Cô rất quyết tâm không từ bỏ đam mê nên đã cố hết sức thuyết phục bố mẹ mình.
"Mình đã lần lượt gọi điện cho bà, cho cô, dì và cả họ hàng nữa. Bảo là mình thật sự rất muốn đi học và giúp mình thuyết phục ba mẹ với. Mình đã lần đầu viết thư tay cho ba mẹ dài đến tận 3 trang vì rất muốn học."
Cuối cùng do thấy được sự quyết tâm và nỗ lực của con gái mình nên họ đã để cô được theo học tại đây. Sau đó cô tham gia vào nhóm nhảy có tên gọi là Play và biểu diễn như là backup dancer cho các nhóm nhạc tiền bối như Secret và Girl's Day. Trong thời gian này, cô cũng đang làm việc bán thời gian tại một cửa hàng Paris Baguette.
Cô tốt nghiệp Trường Trung học Biểu diễn Nghệ thuật Seoul (SOPA) vào tháng 2 năm 2014. Hiện cô đang theo học tại Đại học nghệ thuật Dong-ah.

## Sự nghiệp

### 2014: Ra mắt với Ye-A
Kwon Eun-bi ra mắt trong nhóm nhạc nữ 8 thành viên Ye-A do Kiroy Company quản lý với nghệ danh "Kazoo" vào ngày 18 tháng 7 năm 2014 với đĩa đơn "Up and Down". Người ta cho rằng nhóm đã lặng lẽ tan rã sau khi chỉ phát hành một đĩa đơn. Sau đó, cô đã thử giọng cho một số công ty giải trí và ký hợp đồng với Woollim Entertainment.

### 2018–2020:Produce 48và ra mắt với IZ*ONE

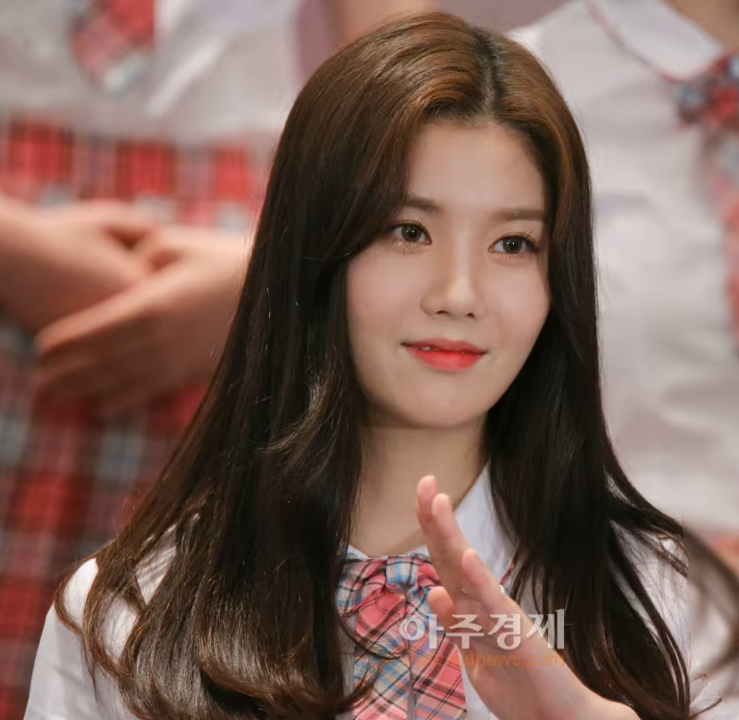
Eunbi tại Produce 48

Produce 48 phát sóng tập đầu tiên vào ngày 15 tháng 6 năm 2018. Chương trình có 12 tập kéo dài trong 12 tuần, tổng cộng 10 bài hát mới đã được phát hành.
Ban đầu Kwon Eun-bi được xếp loại A nhưng không may lại rơi xuống loại C vào kì đánh giá lại lớp. Kwon Eun-bi cũng là giọng ca chính trong hit Rumor đình đám của Nation Produce's Hot Issue biểu diễn. Ngày 31 tháng 8 năm 2018, tập cuối của Produce 48 được truyền hình trực tiếp và đã chọn ra được 12 thành viên chính thức. Cô xếp thứ 7 chung cuộc và trở thành thành viên của IZ*ONE.
Sau khi chiến thắng Produce 48, Kwon Eun-bi chính thức ra mắt cùng với 11 thành viên khác của IZ*ONE. Với kinh nghiệm lâu năm và đạt sự tin tưởng của toàn bộ mọi người, cô được tất cả mọi người bầu là nhóm trưởng của IZ*ONE. Trong hầu hết  các bài hát cô giữ vai trò nhảy chính và hát dẫn. Cô cũng là người sáng tác bài hát Spaceship của nhóm.

### 2021:Iz*Onetan rã, ra mắt solo
Ngày 29 tháng 4, hợp đồng của nhóm chính thức hết hạn, Iz*One chính thức tan rã. Sau khi kết thúc các hoạt động quảng bá cùng IZ*ONE vào ngày 29 tháng 4 với buổi biểu diễn cuối cùng vào tháng 3, Kwon Eun-bi đã trở về Woollim Entertainment.
Vào ngày 5 tháng 8, Woollim Entertainment thông báo rằng Eunbi đang chuẩn bị ra mắt với tư cách nghệ sĩ solo và sẽ phát hành album đầu tay của cô vào cuối tháng. Vài ngày sau, công ty tiết lộ mini album đầu tiên của cô, Open, sẽ được phát hành vào ngày 24 tháng 8. Kwon Eun-bi cũng là thành viên đầu tiên của IZ*ONE tái debut sau khi nhóm tan rã.

## Danh sách đĩa nhạc

### Mini-album
| Tên   | Thông tin chi tiết                                                                                        | Thứ hạng cao nhất | Thứ hạng cao nhất | Doanh số                 |
| Tên   | Thông tin chi tiết                                                                                        | HQ                | NB                | Doanh số                 |
| ----- | --- | ----------------- | ----------------- | ------------------------ |
| Open  | - Ngày phát hành: 24 tháng 8 năm 2021 - Hãng đĩa: Woollim Entertainment - Định dạng: CD, digital download | 8                 | 34                | - HQ: 58,183 - NB: 1,696 |
| Color | - Ngày phát hành: 4 tháng 4 năm 2022 - Hãng đĩa: Woollim Entertainment - Định dạng: CD, digital download  | 4                 | TBA               | TBA                      |

### Singles
| Tên                                                                                       | Năm  | Thứ hạng cao nhất | Thứ hạng cao nhất | Album                         |
| Tên                                                                                       | Năm  | HQ DL             | Mỹ World          | Album                         |
| ----------------------------------------------------------------------------------------- | ---- | ----------------- | ----------------- | ----------------------------- |
| "Door"                                                                                    | 2021 | 14                | 3                 | Open                          |
| "Mirror"                                                                                  | 2022 | 61                | —                 | Đĩa đơn không nằm trong album |
| "Glitch"                                                                                  | 2022 | 13                | —                 | Color                         |
| "—" cho biết bài hát không lọt vào bảng xếp hạng hoặc không được phát hành ở khu vực này. |      |                   |                   |                               |

### Đĩa đơn quảng bá
| Tên                                     | Năm  | Thứ hạng cao nhất | Album                         |
| Tên                                     | Năm  | HQ DL             | Album                         |
| --------------------------------------- | ---- | ----------------- | ----------------------------- |
| "Esper" (đĩa đơn quảng bá cho Universe) | 2022 | 60                | Đĩa đơn không nằm trong album |

### Bài hát nhạc phim
| Tên                                        | Năm  | Thứ hạng cao nhất | Album           |
| Tên                                        | Năm  | HQ DL             | Album           |
| ------------------------------------------ | ---- | ----------------- | --------------- |
| "I'll Be Your Energy" (với Takahashi Juri) | 2022 | 147               | Epic Seven OST  |
| "Time"                                     | 2022 | 144               | Rookie Cops OST |

## Chương trình truyền hình
| Năm  | Chương trình | Kênh | Vai trò   | Ghi chú                 |
| ---- | ------------ | ---- | --------- | ----------------------- |
| 2018 | Produce 48   | Mnet | Thí sinh  | Xếp thứ 7/12 chung cuộc |
| 2024 | Running Man  | SBS  | Khách mời |                         |

## Chương trình âm nhạc

#### The Show
| Năm  | Ngày      | Bài hát     | Điểm |
| ---- | --------- | ----------- | ---- |
| 2023 | 8 tháng 8 | "The Flash" | 6960 |